# 점프 서버
점프 서버(jump server), 점프 호스트(jump host), 점프박스(jumpbox)는 격리된 시큐리티 존에서 장치들을 접근하고 관리하기 위해 사용되는 네트워크 상의 컴퓨터를 말한다. 가장 흔한 예로 신뢰된 네트워크나 컴퓨터의 DMZ에서의 호스트 관리를 들 수 있다.

## 배경
1990년대에 코로케이션 기능이 일상화되면서 유사하지 않은 시큐리티 존들 간의 접근을 제공할 필요가 있었다. 점프 서버 개념은 이러한 요구를 충족하기 위해 등장하였다.

## 같이 보기
- 프록시 서버